# Chenār Nāz
Chenār Nāz (persiska: چنار ناز, چنار نار, Chenār Nār) är en ort i Iran.   Den ligger i provinsen Yazd, i den centrala delen av landet, 700 km söder om huvudstaden Teheran. Chenār Nāz ligger 2 190 meter över havet och antalet invånare är 509.
Terrängen runt Chenār Nāz är kuperad.Runt Chenār Nāz är det mycket glesbefolkat, med 7 invånare per kvadratkilometer. Det finns inga andra samhällen i närheten. Omgivningarna runt Chenār Nāz är i huvudsak ett öppet busklandskap.